# Ričardas Tamulis
Ričardas Tamulis (russisch Ричардас Ионович Тамулис, Ritschardas Ionowitsch Tamulis; * 22. Juli 1938 in Kaunas; † 22. April 2008 in Jonava) war ein sowjetischer Boxer litauischer Abstammung. Er war Gewinner der Silbermedaille bei den Olympischen Spielen 1964 in Tokio und dreimaliger Europameister der Amateure jeweils im Weltergewicht.

## Werdegang
Ričardas Tamulis wuchs in seiner Heimatstadt Kaunas, russisch Kowno, auf. Er begann mit 15 Jahren mit dem Boxen. Sein Trainer war Anatanas Zabaras. Zu Beginn seiner Karriere gehörte er der Sportorganisation „Spartak“ an, 1962 wechselte er zu SSD „Jalgiris“ Kaunas, wo er in Algirdas Šocikas, dem früheren zweifachen Europameister im Schwergewicht, auch einen neuen Trainer bekam. Ričardas Tamulis war ein boxender und hart schlagender Rechtsausleger, d. h. Schlaghand war seine linke Hand.
In der internationalen Boxerwelt wurde Ričardas Tamulis erstmals im Jahre 1957 durch seinen Sieg bei den Weltfestspielen der Jugend 1957 in Moskau bekannt. Er schlug dort im Finale den Polen Henryk Wojciechowski im Halbweltergewicht (damals bis 63,5 kg Körpergewicht) nach Punkten. 1958 belegte er bei der sowjetischen Meisterschaft in der gleichen Gewichtsklasse den 2. Platz. Im Endkampf lieferte er dabei dem Olympiasieger von 1956 Wladimir Jengibarjan einen beherzten Kampf, den er aber knapp nach Punkten verlor.
1959 wurde er im Weltergewicht erstmals sowjetischer Meister. Er wurde daraufhin bei der Europameisterschaft dieses Jahres in Luzern eingesetzt, hatte aber dort das Pech gleich in der 1. Runde auf den mehrfachen polnischen Europameister Leszek Drogosz zu treffen, gegen den er nach Punkten verlor und ausscheiden musste. 1959 startete Ričardas Tamulis anlässlich eines Länderkampfes Bundesrepublik Deutschland gegen die Sowjetunion in Dortmund gegen den deutschen Meister Karl-Heinz Johannpeter und besiegte diesen klar nach Punkten.
1960 konnte Ričardas Tamulis aus Verletzungsgründen nicht an der sowjetischen Meisterschaft teilnehmen und wurde deshalb auch nicht für die Olympischen Spiele in Rom nominiert. 1961 erkämpfte er sich aber durch einen Sieg über Leonid Sheynkman seinen zweiten sowjetischen Meistertitel im Weltergewicht und wurde bei der Europameisterschaft in Belgrad eingesetzt. Er besiegte dort im Achtelfinale den Polen Jozef Knut, im Viertelfinale den Ungarn Laszlo Sebök, im Halbfinale den Franzosen Jean Josselin und im Finale den Schweizer Max Meier jeweils nach Punkten und wurde damit erstmals Europameister.
1962 wurde Ričardas Tamulis wieder sowjetischer Meister. Er musste dort im Endkampf gegen den starken Wiktor Petrowitsch Agejew aber hart kämpfen, um diesen Titel zu gewinnen. Internationale Meisterschaften standen in diesem Jahr nicht an. Bei der sowjetischen Meisterschaft 1963 verlor Ričardas Tamulis gegen Wiktor Agejew und belegte nur den 3. Platz im Weltergewicht. Er wurde aber vom verantwortlichen Trainer Viktor Ogurenkow trotzdem bei der Europameisterschaft dieses Jahres in Moskau eingesetzt und gewann dort seinen zweiten Europameistertitel. Er besiegte dabei Ralph Charles aus England durch K. o. in der 2. Runde und Pentti Purhonen aus Finnland nach Punkten. Im Halbfinale traf er auf den tschechischen Olympiasieger von 1960 im Halbweltergewicht Bohumil Němeček, den er sicher auspunkten konnte. Im Finale gelang ihm dann auch ein Punktsieg über den körperlich ungemein starken Italiener Silvano Bertini.
Im Olympiajahr 1964 hoffte Ričardas Tamulis sein großes Ziel, den Olympiasieg erreichen zu können. Er gewann bei der sowjetischen Meisterschaft im Endkampf gegen Waleri Tregubow nach Punkten und hatte sich damit mit seinem vierten Meistertitel für die Teilnahme an den Olympischen Spielen in Tokio im Weltergewicht qualifiziert. Im Achtelfinale besiegte er dort Bruno Guse aus Schwerin, der für die gesamtdeutsche Mannschaft startete, nach Punkten, gewann im Viertelfinale über Ernest Mbawa aus Uganda nach Punkten und siegte im Halbfinale auch gegen Pertti Purhonen nach Punkten. Im Finale stand er dem Polen Marian Kasprzyk gegenüber, einem Supertechniker, der von seinem Trainer Feliks Stamm hervorragend eingestellt war, und einen 4:1-Punktsieg zugesprochen erhielt. Ričardas Tamulis gewann damit „nur“ die Silbermedaille. Er wurde trotzdem in diesem Jahre zum populärsten Sportler Litauens gewählt.
1965 fehlte Ričardas Tamulis bei der sowjetischen Meisterschaft. Er wurde aber bei der Europameisterschaft dieses Jahres in Berlin (Ost) eingesetzt und siegte dort im Achtelfinale über Milan Todorowics aus Jugoslawien, im Viertelfinale über Leszek Ciuka aus Polen, im Halbfinale über Vladimir Kucera aus der CSSR und im Finale über Luigi Patruno aus Italien jeweils nach Punkten und wurde zum dritten Mal Europameister im Weltergewicht.
Im Jahre 1966 gewann Ričardas Tamulis seinen fünften sowjetischen Meistertitel. Ein Erfolg, der angesichts der schweren Konkurrenz in diesem Lande gar nicht hoch genug zu würdigen ist. Wahrscheinlich war es in jenen Jahren leichter Europameister als sowjetischer Meister zu werden.
Im Jahre 1967 unternahm Ričardas Tamulis dann seinen fünften Start bei einer Europameisterschaft. Er hatte dabei in Rom ausgesprochenes Pech, als gleich in seinem ersten Kampf gegen Ion Hodosan aus Rumänien eine seiner Augenbrauen aufplatzte und er wegen dieser Verletzung aus dem Kampf genommen werden musste.
Nach der Saison 1967 beendete Ričardas Tamulis, der auch den Ehrentitel Verdienter Meister des Sports der UdSSR trug, seine Boxerlaufbahn. Ihm war signalisiert worden, dass er wohl keine Chance mehr haben würde, ein zweites Mal für Olympische Spiele nominiert zu werden. Er hatte 257 Kämpfe bestritten, von denen er 243 gewann. Er absolvierte eine Trainerausbildung und war lange Jahre bei „Jalgiris“ Kaunas Boxertrainer. Nach der Wiedererlangung der politischen Selbständigkeit Litauens 1990 war er auch in der Politik tätig.
Länderkämpfe von Ričardas Tamulis
- 1959 in Glasgow, Schottland gegen UdSSR, Punktsieger über Scott,
- 1959 in Dortmund, BRD gegen UdSSR, Punktsieger über Karl-Heinz Johannpeter,
- 1963 in Odessa, UdSSR gegen Bulgarien, Punktsieger über Stojanow,
- 1964 in Moskau, UdSSR gegen Polen, Punktsieger über Jozef Knut

Ergebnisse der sowjetischen Meisterschaften an denen Ričardas Tamulis teilnahm
- 1958: 1. Wladimir Jengibarjan, 2. Ričardas Tamulis, 3. Juri Krylow, Halbweltergewicht,
- 1959: 1. Ričardas Tamulis, 2. M. Waynstein, 3. V. Sharogorodsky, Weltergewicht (We),
- 1961: 1. Ričardas Tamulis, 2. Leonid Sheynkman, 3. Wiktor Agejew u. Iwan Bobkow, We,
- 1962: 1. Ričardas Tamulis, 2. Wiktor Agejew, 3. L. Trishkin u. Leonid Sheynkman, We,
- 1963: 1. Wiktor Agejew, 2. Wladimir Trepska, 3. Ričardas Tamulis u. Leonid Sheynkman, We,
- 1964: 1. Ričardas Tamulis, 2. Waleri Tregubow, 3. Wladimir Trepska u. S, Kirsanow,
- 1966: 1. Ričardas Tamulis, 2. I. Pestun, 3. Wladimir Trepska u. B. Klimow,
- 1967: 1. Wladimir Musalimow, 2. Boris Kurotschkin, 3. Ričardas Tamulis u. V. Priwalow

## Tod
Ričardas Tamulis lebte in Kaunas und danach in der Kleinstadt Jonava, 35 km von Kaunas entfernt. Am 22. April 2008 wurde er von seinem Nachbar während eines Streits beim Alkoholkonsum vom Balkon der 8. Etage gestürzt, wobei er ums Leben kam.
Sein Grab befindet sich im Friedhof Petrašiūnai.